# Model d'internacionalització CAGE
El Model d'internacionalització CAGE identifica diferències o distàncies culturals, administratives, geogràfiques i econòmiques entre països que les empreses haurien d'abordar a l'hora d'elaborar estratègies d'internacionalització.
També es pot utilitzar per comprendre els patrons de comerç, capital, informació i fluxos de persones. El marc ha estat desenvolupat per Pankaj Ghemawat, professor de la Universitat de Navarra - IESE Business School de Barcelona.
Els impactes de les distàncies i les diferències CAGE s'han demostrat quantitativament mitjançant models de gravetat. Aquests models “s'assemblen a la llei de la gravitació de Newton en enllaçar les interaccions entre països amb el producte de les seves mides (normalment els seus productes interiors bruts) dividit per alguna mesura composta de distància”.

## Components
La taula que es mostra a continuació proporciona més detalls sobre cadascuna de les categories CAGE i com es poden manifestar segons si es comparen un parell de països o es mira un aïllament. Una de les distincions entre el Model CAGE i altres marcs d'anàlisi de països és la seva inclusió de factors bilaterals i unilaterals.
|                                    | Distància Cultural | Distància administrativa | Distància geogràfica | Distància econòmica |
| ---------------------------------- | --- | --- | --- | --- |
| Parells de països (bilaterals)     | - Idiomes diferents - Diferents ètnies; manca de xarxes ètniques o socials connectives - Diferents religions - Falta de confiança - Diferents valors, normes i disposicions | - Manca de vincles colonials. - Manca de bloc comercial regional compartit. - Manca de moneda comuna. - L'hostilitat política                               | - Distància física - Manca de frontera terrestre - Diferències en zones horàries - Diferències en climes/entorns de malaltia            | - Diferències rics/pobres - Altres diferències de cost o qualitat dels recursos naturals, recursos financers, recursos humans, infraestructures, informació o coneixement |
| Països (unilaterals/multilaterals) | - Insularitat - Tradicionalisme | - Economia no de mercat/tancada (biaix local versus biaix estranger) - Manca de pertinença a organitzacions internacionals - Institucions dèbils, corrupció | - Sense litoral - Manca de navegabilitat interna - Mida geogràfica - Allunyament geogràfic - Enllaços febles de transport o comunicació | - Mida econòmica - Renda per càpita baixa |

## Ús pràctic
Ghemawat ofereix alguns consells sobre com el marc CAGE pot ajudar els gestors a considerar estratègies internacionals:
- Fa que la distància sigui visible per als directius.[1]
- Ajuda a identificar les diferències entre països que poden perjudicar les empreses multinacionals en relació amb els competidors locals.[1]
- Pot aportar llum sobre la posició relativa de les multinacionals de diferents països. Per exemple, pot ajudar a explicar la força de les empreses espanyoles en moltes indústries d'Amèrica Llatina.[1]
- Es pot utilitzar per comparar mercats des de la perspectiva d'una empresa concreta. Un mètode per dur a terme anàlisis quantitatives d'aquest tipus és descomptar (específicament, dividir) les mesures brutes de la mida o el potencial del mercat amb mesures de distància, àmpliament definides.[1]

Ghemawat subratlla que els diferents tipus de distància importen en diferents graus segons la indústria. Com que la distància geogràfica, per exemple, afecta els costos de transport, és d'especial importància per a les empreses que tracten productes pesats o voluminosos. La distància cultural, en canvi, afecta les preferències de productes dels consumidors. Hauria de ser una consideració crucial per a una empresa de béns de consum o mitjans, però és molt menys important per a un negoci de ciment o acer.
Per facilitar l'anàlisi quantitativa basada en el marc CAGE, el prof. Ghemawat ha desenvolupat una eina en línia anomenada CAGE Comparator. El comparador CAGE cobreix 163 països d'origen i 65 indústries, i permet als usuaris personalitzar els impactes de 16 tipus de distància CAGE.
El professor Ghemawat recomana utilitzar el marc CAGE juntament amb l'ADDING Value Scorecard i les estratègies AAA.